# Iva Budařová
Iva Budařová (* 31. Juli 1960) ist eine ehemalige tschechoslowakische Tennisspielerin.

## Karriere
In ihrer Tenniskarriere gewann sie vier Doppeltitel auf der WTA Tour.
Von 1980 bis 1984 spielte sie für die tschechoslowakische Federation-Cup-Mannschaft insgesamt elf Partien im Doppel mit einer positiven Bilanz (7 Siege). Sie und ihr Team gewannen den Federation Cup in den Jahren 1983 und 1984.

## Turniersiege

### Doppel
| Nr. | Datum         | Turnier   | Kategorie  | Belag | Partnerin         | Finalgegnerinnen                    | Ergebnis      |
| --- | ------------- | --------- | ---------- | ----- | ----------------- | ----------------------------------- | ------------- |
| 1.  | 27. Mai 1984  | Perugia   | WTA        | Sand  | Helena Suková     | Kathleen Horvath Virginia Ruzici    | 7:6, 1:6, 6:4 |
| 2.  | 11. Mai 1986  | Barcelona | WTA        | Sand  | Catherine Tanvier | Petra Huber Petra Keppeler          | 6:2, 6:1      |
| 3.  | 1. Mai 1988   | Barcelona | WTA Tier V | Sand  | Sandra Wasserman  | Anna-Karin Olsson Marie-Jose Llorca | 1:6, 6:3, 6:2 |
| 4.  | 23. Juli 1989 | Oeiras    | WTA Tier V | Sand  | Regina Rajchrtová | Gabriela Castro Conchita Martínez   | 6:2, 6:4      |